# العلاقات الليتوانية الماليزية
العلاقات الليتوانية الماليزية هي العلاقات الثنائية التي تجمع بين ليتوانيا وماليزيا.

## مقارنة بين البلدين
هذه مقارنة عامة ومرجعية للدولتين:
| وجه المقارنة                                              | ليتوانيا                                                    | ماليزيا       |
| --------------------------------------------------------- | ----------------------------------------------------------- | ------------- |
| المساحة (كم2)                                             | 65.30 ألف                                                   | 330.29 ألف    |
| عدد السكان (نسمة)                                         | 2.79 مليون                                                  | 31.62 مليون   |
| الكثافة السكانية (ن./كم²)                                 | 42.73                                                       | 95.73         |
| العاصمة                                                   | فيلنيوس، كاوناس                                             | كوالالمبور    |
| اللغة الرسمية                                             | اللغة الليتوانية                                            | لغة ماليزية   |
| العملة                                                    | ليتاس ليتواني، يورو                                         | رينغيت ماليزي |
| الناتج المحلي الإجمالي (بليون دولار)                      | 47.17 مليار                                                 | 314.50 مليار  |
| الناتج المحلي الإجمالي (تعادل القوة الشرائية) بليون دولار | 84.06 مليار                                                 | 817.43 مليار  |
| الناتج المحلي الإجمالي الاسمي للفرد دولار أمريكي          | 14.15 ألف                                                   | 9.77 ألف      |
| الناتج المحلي الإجمالي للفرد دولار أمريكي                 | 27.69 ألف                                                   | 25.64 ألف     |
| مؤشر التنمية البشرية                                      | 0.839                                                       | 0.779         |
| رمز المكالمات الدولي                                      | +370                                                        | +60           |
| رمز الإنترنت                                              | .lt                                                         | .my           |
| المنطقة الزمنية                                           | ت ع م+02:00، ت ع م+03:00، أوروبا/فيلنيوس ‏، توقيت شرق أوروبا | ت ع م+08:00   |

## منظمات دولية مشتركة
يشترك البلدان في عضوية مجموعة من المنظمات الدولية، منها:
| علم المنظمة | اسم المنظمة                               | تاريخ انضمام ليتوانيا | تاريخ انضمام ماليزيا |
| ----------- | ----------------------------------------- | --------------------- | -------------------- |
|             | البنك الدولي للإنشاء والتعمير             | 6 يوليو 1992          | 7 مارس 1958          |
|             | منظمة التجارة العالمية                    | ?                     | ?                    |
|             | المركز الدولي لتسوية المنازعات الاستشارية | 5 أغسطس 1992          | 14 أكتوبر 1966       |
|             | منظمة حظر الأسلحة الكيميائية              | ?                     | ?                    |
|             | الأمم المتحدة                             | 17 سبتمبر 1991        | 17 سبتمبر 1957       |
|             | منظمة الشرطة الجنائية الدولية             | ?                     | ?                    |
|             | وكالة ضمان الاستثمار متعدد الأطراف        | 8 يونيو 1993          | 6 ديسمبر 1991        |
|             | يونسكو                                    | 7 أكتوبر 1991         | 16 يونيو 1958        |
|             | مؤسسة التنمية الدولية                     | 23 سبتمبر 2011        | 24 سبتمبر 1960       |
|             | مؤسسة التمويل الدولية                     | 15 يناير 1993         | 20 مارس 1958         |
|             | الاتحاد البريدي العالمي                   | ?                     | ?                    |
|             | الاتحاد الدولي للاتصالات                  | 1 يوليو 1923          | 3 فبراير 1958        |

## وصلات خارجية
- موقع وزارة الخارجية الليتوانية
- موقع وزارة الخارجية الماليزية